# Museo Fundación Cristóbal Gabarrón
El Museo Fundación Cristóbal Gabarrón fue un museo español que contenía tanto las obras del pintor Cristóbal Gabarrón como obras pertenecientes a su colección, que reunia manifestaciones culturales desde la Prehistoria hasta nuestros días. El museo tuvo su emplazamiento como museo en la calle Rastrojo s/n, en el barrio de la Huerta del Rey de Valladolid. Cerró sus puertas en 2015.

## Descripción
El edificio, de unos 2,800 m², fue realizado por el equipo de arquitectos Juan Carlos Urdiain, Juan Llacer y José María Llanos. La cubierta de latón y cobre es obra del propio Gabarrón. El inmueble estaba dividido en zonas destinadas a exposiciones, docencia, museo infantil y pinacoteca infantil. En el exterior hubo un auditorio para cien personas y un anfiteatro. 

## Historia
El museo fue inaugurado el 6 de febrero de 2003, con la asistencia del Presidente de la Junta Juan Vicente Herrera, el entonces alcalde de Valladolid, Javier León de la Riva y el presidente de las Cortes, Manuel Estella.
Tras doce años abierto, el museo cerró sus puertas en septiembre del 2015. La entidad financiera a que pertenece puso a la venta el edificio. Todos los enseres y obras de arte fueron trasladados a la Fundación Casa Pintada de Mula.

### La Fundación
La Fundación Cristóbal Gabarrón tuvo su origen en la ciudad de Valladolid en el año 1992. Otorgó durante un lustro los Premios Internacionales de la Fundación Cristóbal Gabarrón (FCG), en el ámbito del arte. Los estatutos decían:

[...] con la intención de proteger, conservar y difundir la cultura a través de las artes, las letras, la ciencia y la investigación [...]